# AK-726
L'AK-726 est un canon naval automatique double de 76 mm équipant des navires de la marine soviétique puis russe depuis les années 60. Il est couplé à un radar de poursuite automatique.

## Utilisation
L'AK-726 a notamment été monté sur les navires suivants :
- croiseur de classe Kara
- croiseur de classe Kynda
- destroyers de classe Kashin
- frégate de classe Krivak I
- transports de chalands de débarquement de classe Ivan Rogov
- navire-école de classe Smolnyy
- brise glace de classe Ivan Susanin

## Note et Référence
1. ↑  Bernard Pélize, Flotte de Combat 2000, Edition Ouest-France, 1999, 1120 p. (ISBN 978-2737324055), p. 847